# Cirque Roncalli

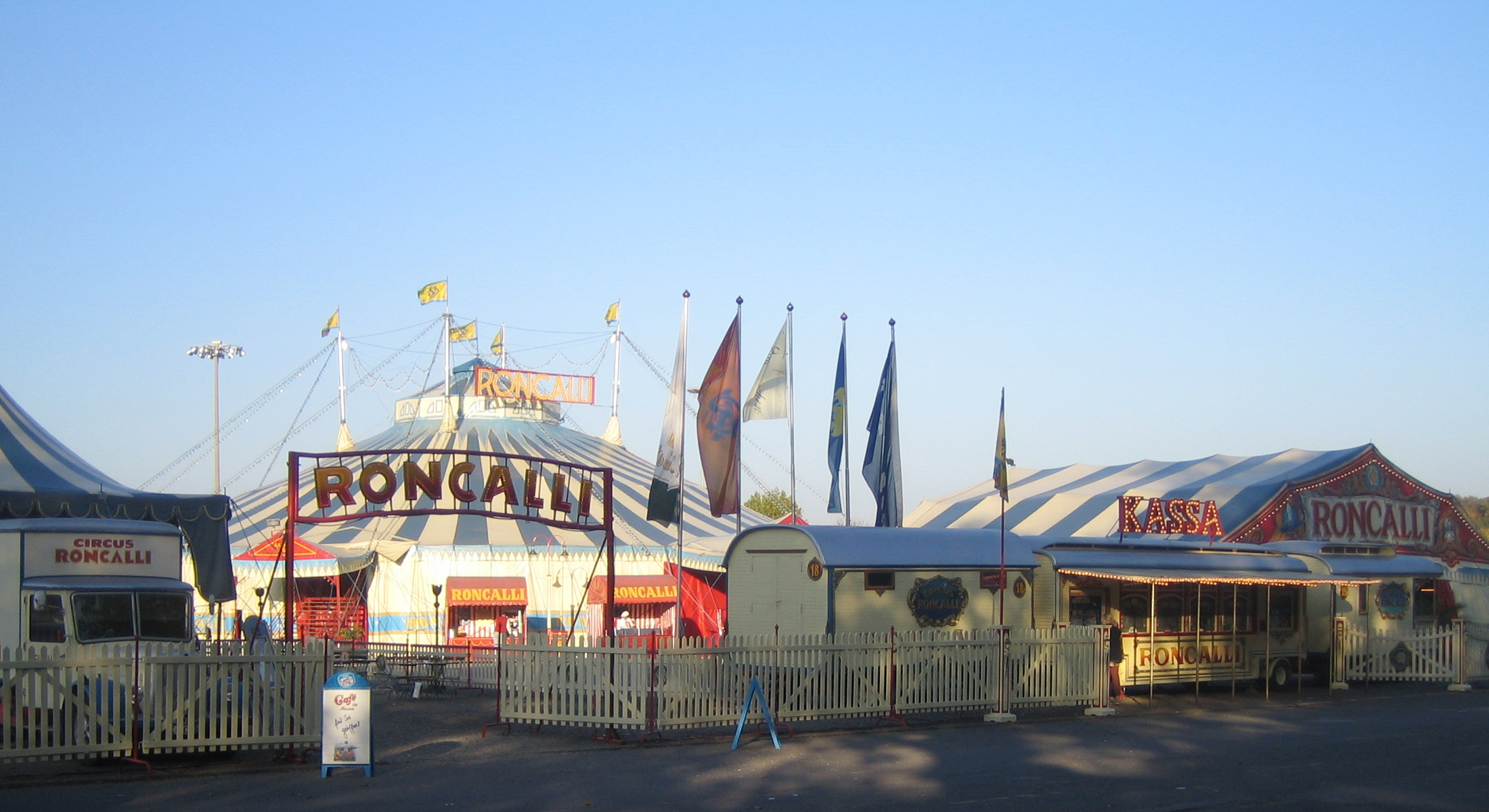
Le cirque Roncalli en 2005.

Le Cirque Roncalli, renommé en 2018 Cirque-Théâtre Roncalli, est une célèbre compagnie de cirque fondée à Vienne en 1975 par les Autrichiens Bernhard Paul et André Heller. Caractérisé par une fusion unique d'éléments circassiens traditionnels et théâtraux, le cirque a établi son siège et ses quartiers d'hiver à Cologne, se distinguant par ses spectacles qui mêlent acrobaties, art et poésie.
Le concept de Roncalli se démarque des cirques traditionnels en cherchant à revitaliser l'art circassien, avec un accent sur la beauté esthétique et l'authenticité plutôt que sur l'aspect commercial. Avec l'introduction de technologies telles que les projections holographiques, qui ont remplacé les animaux vivants dans les spectacles, le cirque est également reconnu pour son engagement à promouvoir un divertissement éthique et durable.

## Histoire
Le 8 octobre 1975, Heller et Paul apparaissent pour la première fois sous le nom de "Zirkus Roncalli (Wien)" dans le cadre du festival Steirischer Herbst avec le titre de programme La plus grande poésie de l'univers – le cirque comme œuvre totale de art. Selon Paul, le nom du cirque vient de Sarah Roncalli, Fille de la Lune, titre d'un scénario de Peter Hajek. Selon Paul, la popularité continue du pape Jean XXIII, de son vrai nom Angelo Giuseppe Roncalli, longtemps après sa mort, contribue à populariser le nom du cirque.
Après quelques semaines, Heller et Paul se disputent à propos des décors et des numéros de dompteur. Finalement, Heller quitte la société commune, emmenant avec lui 42 artistes. Paul improvise avec des étudiants et des artistes suppléants. Heller n'abandonne le projet de cirque qu'après un litige juridique de plusieurs années et laisse Paul avec plusieurs millions de schillings de dettes. Selon Paul, à cette époque où les choses semblaient « plus possibles », il y avait des gens qui l'aident à traverser cette période.
La première est initialement annoncée pour le 1er avril 1976 à Graz. La première tournée commence le 18 mai 1976 avec la première mondiale du nouveau cirque sur au Hofgarten à Bonn et se termine brusquement le 16 août 1976 à Munich (titre du programme : La plus grande poésie de l'univers) à cause de l'insuccès.
À partir de 1978, Paul prépare le nouveau départ du  Cirque Roncalli dans l'ancienne chocolaterie Stollwerck, dans le sud de Cologne. Le cabarettiste suisse Emil Steinberger, qui s'est produit au cirque Knie pendant neuf mois en 1977, soutient Paul avec un prêt et l'aide dans la mise en scène. La première a lieu le 4 juin 1980 à Cologne avec Bernhard Paul comme seul directeur du cirque. L'engagement envers un cirque classique devient une marque de fabrique de Roncalli même après le nouveau départ. Le clown Pic devient une attraction et un favori du public dans les années 1980 avec ses légendaires bulles de savon. Depuis lors, le cirque connaît du succès avec de nombreuses tournées en Allemagne et à l'étranger (dont la première apparition d'un cirque allemand en URSS en 1986). Le clown David Larible joue à Roncalli de 2006 à fin 2012.
Roncalli s'abstient de présenter des performances animales depuis 2018. Lors de la saison 2017, le dressage des chevaux est pour la dernière fois le seul numéro animal au programme. Sachant que les animaux, en particulier les chevaux, font en réalité partie intégrante d'un cirque classique, la compagnie itinérante Roncalli choisit de modifier légèrement son nom en Cirque-Théâtre Roncalli. Lors de la tournée Storyteller, qui débute en mars 2018, Paul utilise pour la première fois des visualisations rappelant des hologrammes pour simuler des performances animales sous forme d'animation 3D. Grâce à onze projecteurs disposés autour du ring, les spectateurs peuvent découvrir les figures animales en trois dimensions.
Durant les deux premières années de la pandémie de Covid-19, le cirque contracte un emprunt de 2,5 millions d’euros. L'année 2022, en revanche, est l’une des meilleures années financières du cirque.

## Programmes
| Tournées régulières                                           | Lieu de la première date | De   | à    |  |
| ------------------------------------------------------------- | ------------------------ | ---- | ---- |  |
| Die größte Poesie des Universums – Zirkus als Gesamtkunstwerk | Bonn                     | 1976 | 1976 |  |
| Reise zum Regenbogen                                          | Cologne                  | 1980 | 1992 |  |
| Commedia dell’Arte                                            | Aix-la-Chapelle          | 1993 | 1995 |  |
| Jubiläumsprogramm 20 Jahre Circus Roncalli, Die Legende lebt! | Aix-la-Chapelle          | 1996 | 1997 |  |
| Salto Vitale                                                  | Moers                    | 1998 | 2000 |  |
| Jubiläumsprogramm 25 Jahre                                    | Aix-la-Chapelle          | 2001 | 2002 |  |
| Teatro Paradiso                                               | Mülheim an der Ruhr      | 2003 | 2004 |  |
| Zwischen Gestern und Morgen                                   | Essen                    | 2005 | 2005 |  |
| 30 Jahre Jubiläumstournee                                     | Aix-la-Chapelle          | 2006 | 2007 |  |
| All you need is laugh                                         | Recklinghausen           | 2008 | 2010 |  |
| 35 Jahre Circus Roncalli                                      | Recklinghausen           | 2011 | 2011 |  |
| Time Is Honey                                                 | Cologne                  | 2012 | 2014 |  |
| Salto Vitale                                                  | Gütersloh                | 2014 | 2015 |  |
| Good Times                                                    | Oldenbourg               | 2015 | 2015 |  |
| 40 Jahre Reise zum Regenbogen                                 | Recklinghausen           | 2016 | 2018 |  |
| Storyteller: Gestern – Heute – Morgen                         | Recklinghausen           | 2018 | 2020 |  |
| All for ART for All                                           | Recklinghausen           | 2020 |      |  |

## Quartiers d'hiver
Les quartiers d'hiver du Cirque Roncalli se situent au Circus-Roncalli-Weg 7 (jusqu'en 2017 Neurather Weg 7) à Cologne-Mülheim depuis 1984. Le bâtiment appartenait autrefois au Cirque Williams et est remanié entre 1984 et 1986 selon les plans de Bernhard Paul afin de pouvoir accueillir le Cirque Roncalli et ses équipements. L'inauguration officielle a lieu le 27 avril 1986. Le site de 10 000 m2 abrite non seulement les quartiers d'hiver, mais aussi de grandes halles. Les chars sont conçus et rénovés, les costumes sont travaillés et les équipements de la foire historique sont entretenus. Enfin, la zone abrite également un entrepôt avec plus de 100 roulottes de cirque Roncalli.

## Musée du Cirque
Initialement, le premier musée du cirque d'Allemagne devait être construit sur environ la moitié du site en 2018, qui s'appellerait Boulevard des rêves brisés. En mai 2021, Paul reçoit un engagement verbal de la bourgmestre de Cologne, Henriette Reker, de le soutenir avec les autorisations nécessaires. Il s'agit de l'achat de trois propriétés urbaines voisines totalisant environ 17 500 m2 au sud des quartiers d'hiver.
Les anciennes halles seront agrandies et les ateliers et le parc de véhicules seront déplacés vers l'arrière afin que le nouveau musée puisse être construit à proximité de l'entrée. Une "salle d'événements" dans la cour intérieure accueille les visiteurs ; ce bâtiment aura un toit en dôme de cirque historique en fer forgé datant de 1990 et offrira un espace pouvant accueillir jusqu'à 100 personnes. L'architecte de Cologne Wilhelm Schulte travaille sur les plans depuis 2016.

## Transport
Bernhard Paul préfère le transport ferroviaire et est donc le dernier cirque en Allemagne à s'appuyer sur des trains de cirque ferroviaires. Le transport de l'ensemble du matériel des roulottes Roncalli avec plus de 80 roulottes de cirque historiques nécessite un train de marchandises d'un poids total de 1 175 tonnes et d'une longueur d'environ 700 mètres ; le déchargement prend plus d'une journée. Cependant, le transport ferroviaire devient de plus en plus difficile car la Deutsche Bahn ne dispose plus guère de rampes de chargement adaptées en service. Selon un reportage de Bahn TV de mars 2007, les conseillers à la clientèle de la Deutsche Bahn envisagent d'utiliser les rampes de chargement existantes de la Bundeswehr ou de la British Army of the Rhine ou des forces britanniques en Allemagne pour les trains de cirque.